# Chandmani, Govi-Altai
Chandmani (tiếng Mông Cổ: Чандмань) là một sum của tỉnh Govi-Altai ở miền tây Mông Cổ. Vào năm 2009, dân số của sum là 2.053 người.

## Địa lý
Sum có diện tích khoảng 4.629 km2. Trung tâm sum, Tal-Shand, nằm cách tỉnh lỵ Altai 190 km và thủ đô Ulaanbaatar 970 km.

### Khí hậu
Chandmani có khí hậu bán khô hạn. Nhiệt độ trung bình hàng năm trong khu vực là 1 °C. Tháng ấm nhất là tháng 7, khi nhiệt độ trung bình là 19 °C và lạnh nhất là tháng 1, với −18 °C. Lượng mưa trung bình hàng năm là 132 mm. Tháng ẩm ướt nhất là tháng 6, với lượng mưa trung bình là 35 mm, và khô nhất là tháng 12, với 1 mm.

## Kinh tế
Sum có một trường học, bệnh viện và khu dịch vụ.